# 奥塞雅
奥塞雅（法語：Osséja，法語發音：[ɔseʒa] ⓘ）是法国东比利牛斯省的一个市镇，属于普拉德区。

## 地理
奥塞雅（42°24'58"N, 1°58'51"E）面积17.13 平方千米，位于法国奧克西塔尼大區东比利牛斯省，该省份为法国大陆部分最南部的省份，涵盖了北加泰罗尼亚，北起奥德省，西接阿列日省和安道尔，南与西班牙接壤，东临地中海。
与奥塞雅接壤的市镇（或旧市镇、城区）包括：瓦尔瑟博耶尔、帕洛德塞尔达涅、马达姆堡、纳于雅、圣莱奥卡迪、埃尔。
奥塞雅的时区为UTC+01:00、UTC+02:00（夏令时）。

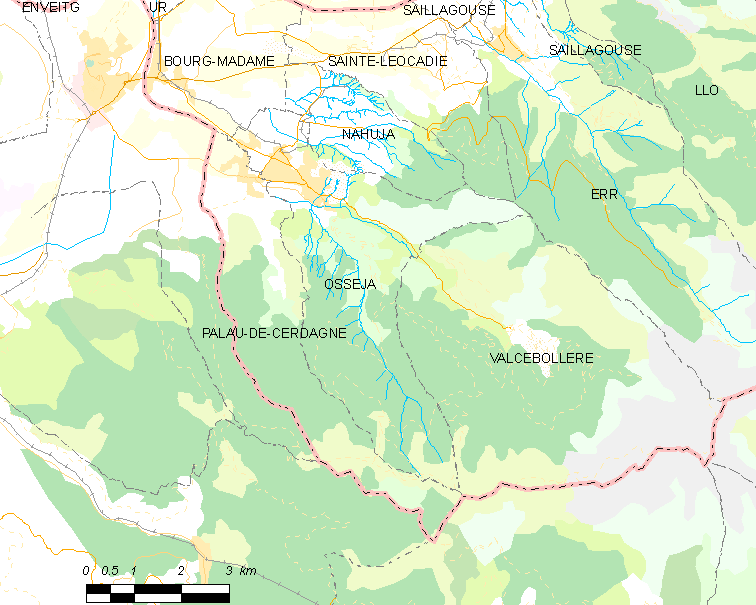
奥塞雅的OSM定位图

## 行政
奥塞雅的邮政编码为66340，INSEE市镇编码为66130。

## 政治
奥塞雅所属的省级选区为加泰罗尼亚比利牛斯县。

## 人口

1962-2008年间奥塞雅人口变化图示

奥塞雅于2022年1月1日时的人口数量为1376人。